# Isurium Brigantum

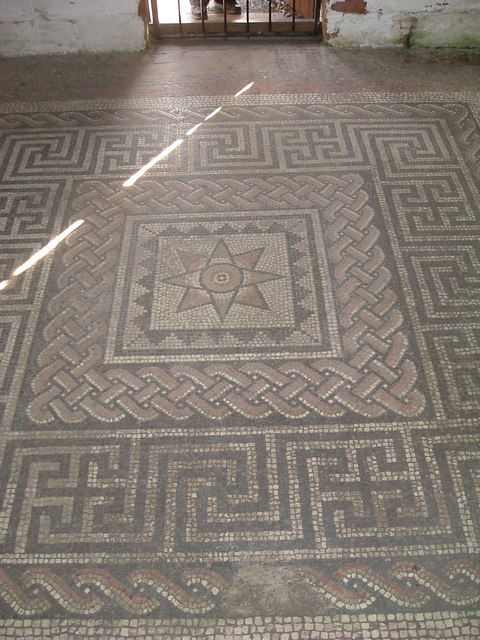
Mosaico romano de Isurium Brigantum.

Isurium Brigantum (en el actual Aldborough, en North Yorkshire), ubicada en las cercanías del río Ure (54°05′30″N 1°22′50″O / 54.09167, -1.38056), fue la capital de la tribu celta de los brigantes.
Su nombre proviene del mismo río, conocido como Iseur, así sería Isurium de los brigantes.

## Historia
La ciudad fue sede de Cartimandua, la última reina de los brigantes. Los romanos levantaron un fuerte en el sitio, importante por su control del paso sobre el Ure de la carretera que corría de norte a sur al este de los Montes Peninos. De la era romana se conservan algunos magníficos mosaicos. 
Con la partida de los romanos en el 407 la ciudad declinó rápidamente. La ocuparon los anglos que la denominaron Aldborough, del sajón Ald Burh, «vieja fortificación». No pasó de ser un pequeño asentamiento hasta su saqueo por los daneses en el 870.